# Kanton Colombes-2
Kanton Colombes-2 is een kanton van het Franse departement Hauts-de-Seine. Het werd opgericht bij decreet van 24 februari 2014, met uitwerking in maart 2015.

Kanton Colombes-2 maakt deel uit van het arrondissement Nanterre en telt 71.005 inwoners in 2017. 

## Gemeenten
Het kanton Colombes-2 omvat volgende gemeenten:
- Bois-Colombes
- Colombes (hoofdplaats) (zuidelijk deel)
- La Garenne-Colombes